# Matthew Richards
Matthew Richards, född 17 december 2002, är en brittisk simmare.

## Karriär
I maj 2021 vid EM i Budapest var Richards en del av Storbritanniens lag som tog silver på både 4×100 meter frisim och 4×200 meter frisim. Han var även en del av laget som tog guld på 4×100 meter mixed frisim, men simmade endast i försöksheatet.
Vid OS i Tokyo 2021 var Richards en del av Storbritanniens lag på 4×200 meter frisim tillsammans med James Guy, Duncan Scott och Tom Dean. Han simmade den tredje sträckan i lagkappen på 1.45,01, vilket bidrog till att Storbritannien vann guldet på tiden 6.58,58. Guldet var landets första på 4×200 meter frisim i OS sedan 1908.
I augusti 2022 vid EM i Rom var Richards en del av Storbritanniens kapplag som tog guld på 4×200 meter mixed frisim, silver på 4×100 meter mixed frisim samt brons på 4×100 meter frisim.
I juli 2023 vid VM i Fukuoka tog Richards guld på 200 meter frisim samt var en del av Storbritanniens kapplag som tog guld på 4×200 meter frisim samt brons och noterade ett nytt europeiskt rekord på 4×100 meter mixed frisim. I december 2023 vid kortbane-EM i Otopeni tog han guld på 200 meter frisim samt var en del av Storbritanniens kapplag som tog guld på 4×50 meter frisim och silver på 4×50 meter medley.
I februari 2024 vid VM i Doha var Richards en del av Storbritanniens kapplag som tog brons på 4×100 meter mixed medley.